# Бандја
Бандја (фр. Bandiat) је река у Француској. Дуга је 91 km. Улива се у Тардоар. 